# Katarzyna Waszyńska
Katarzyna Maria Waszyńska – polska socjolog, psycholog, dr hab. nauk społecznych, adiunkt i kierownik Laboratorium Promocji Zdrowia i Psychoterapii Wydziału Studiów Edukacyjnych Uniwersytetu im. Adama Mickiewicza w Poznaniu.

## Życiorys
25 czerwca 2002 obroniła pracę doktorską Biograficzne uwarunkowania seksualności młodzieży studiującej, 19 listopada 2019 habilitowała się na podstawie pracy zatytułowanej Prostytucja kobieca. Psychospołeczne studium zjawiska. Sacrum – profanum- praca seksualna. Jest członkiem Rady Dyscypliny Naukowej - Pedagogiki Uniwersytetu im. Adama Mickiewicza w Poznaniu.
Awansowała na stanowisko adiunkta i kierownika w Laboratorium Promocji Zdrowia i Psychoterapii na Wydziale Studiów Edukacyjnych Uniwersytetu im. Adama Mickiewicza w Poznaniu.
Była skarbnikiem Polskiego Towarzystwa Terapeutycznego.